# ماریون کوکز
ماریون کوکز (انگلیسی: Marion Coakes؛ زادهٔ ۶ ژوئن ۱۹۴۷) سوارکار پرش اهل بریتانیا است.